# Église Saint-Martin de Proisy
L'église Saint-Martin est une église située à Proisy, en France.

## Localisation
L'église est située sur la commune de Proisy, dans le département de l'Aisne.